# Epicauta fissilabris
Epicauta fissilabris is een keversoort uit de familie van oliekevers (Meloidae). De wetenschappelijke naam van de soort is voor het eerst geldig gepubliceerd in 1850 door LeConte in Agassiz.